# Stefan Ludwik Lilpop
Stefan Ludwik Lilpop (ur. 7 grudnia 1872, zm. 28 czerwca 1923) – warszawski zegarmistrz.
Syn Ludwika Maurycego Lilpopa. Praktykę odbywał w szkole zegarmistrzowskiej w Locie w Szwajcarii. Przeniósł zakład zegarmistrzowski z ulicy Senatorskiej na Wierzbową, gdzie przedsiębiorstwo istniało do września 1939 roku pod firmą „L.M. Lilpop”. Do tego też czasu dostarczało i konserwowało zegary Zamku Królewskiego w Warszawie.
Zgromadzone przez kilka pokoleń pamiątki z działalności przedsiębiorstwa (mechanizmy, stare zegary) wraz z kolekcją dzieł sztuki Stefana Ludwika Lilpopa wywieźli hitlerowcy podczas powstania warszawskiego w 1944 roku.
Pochowany na cmentarzu ewangelicko-augsburskim przy ulicy Młynarskiej (aleja 24, grób 14).